# Ernst Bannerth
Ernst Bannerth (* 13. Oktober 1895 in Eilenburg, Provinz Sachsen; † 29. April 1976 in Kairo, Ägypten) war ein österreichischer Religions- und Islamwissenschaftler sowie Hochschullehrer.

## Leben und Werk
Nach dem Schulbesuch in Leipzig wurde er 1913 zunächst Berufsoffizier und nahm am Ersten Weltkrieg teil. Nach seiner Entlassung aus der Kriegsgefangenschaft trat in die Benediktinerabtei St. Ottilien ein, aus der er später wieder austrat, um sein Theologiestudium in Wien abzuschließen. Er wurde 1930 zum Priester geweiht und war u. a. in Jennersdorf, Stoob, Olbendorf und Stotzing im kirchlichen Dienst tätig, bevor er zu Beginn des Zweiten Weltkrieges an den Universitäten Leipzig und Wien Orientalistik studierte und in Wien 1941 zum Dr. phil. promovierte. Danach wurde er zur deutschen Wehrmacht einberufen. Nach seiner Entlassung aus der Kriegsgefangenschaft ging er 1947 zurück nach Stotzing und 1953 nach Mörbisch und dann nach Eisenstadt.
1956 wurde er Dozent für Sprachen islamischer Völker an der Universität Wien und später zum Religionsprofessor ernannt. 1961 verließ er Österreich, um dauerhaft in Ägypten zu leben, wo er zehn Jahre später in Kairo starb. Sein Hauptwerk Islamische Wallfahrtsstätten Kairos erschien drei Jahre vor seinem Tod.

## Schriften (Auswahl)
- Hindustani-Briefe. 15 Urdu- und 6 Hindi-Briefe mit Umschrift und Übersetzung. Leipzig 1943.
- (mit Otto Spies): Lehrbuch der Hindūstānī-Sprache. Leipzig 1945.
- (Mitautor): Das Buch der vierzig Stufen. 'Abd al Karim al Gili. Wien 1956.
- Der Diwan des maghrebinischen Sufi Šu‘aib Abū Madjan (gest. 1197/1198 nach Chr.). In: Wiener Zeitschrift für die Kunde des Morgenlandes, Band 53, 1957, S. 28–56. (online auf JSTOR)
- Islam heute – morgen. Austria, Wien 1958.
- Islamische Wallfahrtsstätten Kairos. Wien 1973.